# Hywind

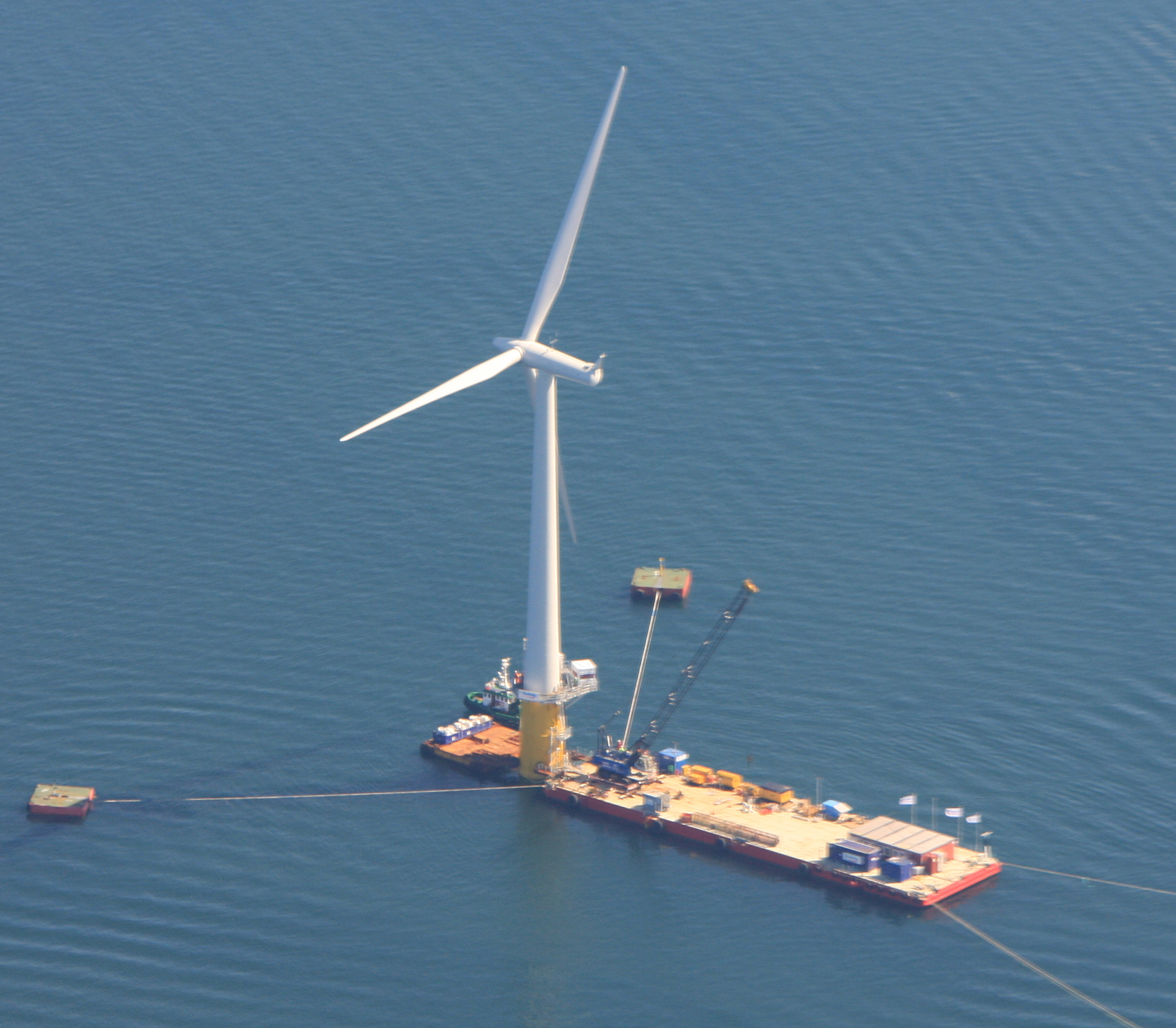
Fotó: Jarle Vines (Creative Commons Attribution Sharealike 3.0)

A Hywind a világ első működőképes mélytengeri, tengeren úszó és nagy teljesítményű szélturbinája. A norvégiai Karmøy partjaitól nem messze, az Északi-tengeren található.
A létesítmény tulajdonosa a legjelentősebb norvég energiaipari vállalat, a Statoil, amely 400 millió norvég koronát fektetett a turbina megépítésébe.
A turbina alapszerkezetét a Technip gyártotta. A generátor 65 méter magasban van, a berendezés pedig 100 méter mélyen merül a víz színe alá, de a tenger fenekére nem ér le, hanem lebeg a felszínen, miközben három kábellel van rögzítve. A rotor átmérője 82 méter. A 2,3 MW teljesítményű turbina gyártója a Siemens.
A projekt 2001-ben indult. A szerkezetet 2009-ben állították fel, majd kétéves próbaidőszak következett. A turbina a norvég villamosenergia hálózathoz csatlakozik. 2011-ben éves termelése 10,1 GWh volt.
A projekt azért kiemelkedő jelentőségű, mert az eddigi hagyományos tengeri szélerőművekkel szemben ez a fajta szerkezet a mélytengeri vizeken működik, így minden eddiginél hatékonyabban képes hasznosítani az erős és egyenletes tengeri szeleket.